# Zwartsnavelkoekoek
De zwartsnavelkoekoek (Coccyzus erythropthalmus) is een lid van de familie van de koekoeken. De soort komt voor in Amerika.

## Kenmerken
Een volwassen zwartsnavelkoekoek heeft een lange, bruine staart en een zwarte snavel waaraan de soort zijn naam te danken heeft. De kop en bovenste delen van het lichaam zijn bruin, de onderste delen wit. Om het oog zit een gebied met kale rode huid. Jonge zwartsnavelkoekoeken zijn een geelachtig bruin en hun oogring heeft een groenige kleur. De vogel kan 28 tot 31 cm lang worden.

## Leefwijze
Het voedsel van de zwartsnavelkoekoek bestaat voornamelijk uit insecten, vooral nachtvlinders, maar ook slakken, eieren van andere vogels en bessen staan soms op het menu.
De roep is een zich snel herhalende Koekoekoe.

## Voortplanting
Ze nestelen in een kleine boom of struik, en soms op de grond. Soms leggen ze hun eieren in het nest van andere vogels om ze door hen uit te laten broeden.

## Voorkomen en leefgebied
Het broedgebied van deze vogel beslaat de randen van beboste gebieden in Noord-Amerika, ten oosten van de Rocky Mountains, met name in het zuidelijke deel van Centraal-en zuidoostelijk Canada en de centrale en oostelijke Verenigde Staten. 

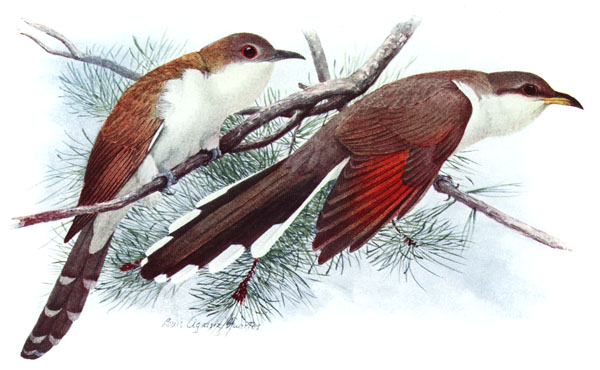
Vergelijking tussen de zwartsnavelkoekoek (achteraan) en de Geelsnavelkoekoek (vooraan).

De zwartsnavelkoekoek trekt naar Zuid-Amerika. In zeldzame gevallen zwerven vogels van deze soort naar West-Europa. In 1999 waren er waarnemingen in zeven Europese landen, waarvan 12 alleen in het Verenigd Koninkrijk.

## Status
De grootte van de populatie is in 2020 geschat op 880 duizend volwassen vogels. Op de Rode lijst van de IUCN heeft deze soort de status niet bedreigd.